# Filiates
Filiates (griechisch Φιλιάτες (f. pl.); albanisch Filat/-i) ist eine griechische Stadt in der gleichnamigen Gemeinde. Die Gemeinde Filiates liegt in der administrativen Region Epirus und in der kulturellen Landschaft Çamëria.
Filiates liegt 10 km östlich des Fischerdorfes Sagiada, zwischen dem Fluss Kalamas und der griechisch-albanischen Grenze. In der Stadt befindet sich eine Kaserne sowie ein Krankenhaus, das für große Teile der Bevölkerung im Südosten Thesprotias zuständig ist. Im Jahr 2011 hatte die Stadt 2639 Einwohner.
Filati war bis zu deren Vertreibung durch nationalistische Griechen nach dem Zweiten Weltkrieg ein politisches, wirtschaftliches und kulturelles Zentrum der Çamen. Die Nationalisten unter Napoleon Zervas warfen ihnen Kollaboration mit der deutsch-italienischen Besatzungsmacht vor und vertrieben die muslimischen Çamen.

## Persönlichkeiten
- Hasan Tahsini (1811–1881), Astronom, Mathematiker und Philosoph
- Rexhep Demi (1864–1929), Gründervater und Minister Albaniens
- Qamil Çami (1875–1933), Dichter, Lehrer und Politiker
- Ali Demi (1918–1943), Antifaschist und Träger des albanischen Ordens Hero i Popullit
- Bedri Myftari (1938–2013), Schriftsteller, Journalist und Dissident
- Nicholas Gage (* 1939), Investigativjournalist